# هيرنان بيليرانو
هيرنان داريو بيليرانو (بالإسبانية: Hernán Pellerano)‏ (مواليد 4 يونيو 1984 في بوينس آيرس - الأرجنتين) لاعب كرة قدم أرجنتيني يلعب حاليا لصالح نادي الدرجة الأولى ألمرية الإسباني منذ 2008 في مركز قلب الدفاع كما يجيد اللعب في مركز الظهير الأيمن .

## روابط خارجية
- هيرنان بيليرانو على موقع قاعدة بيانات كرة القدم.إي يو (الإنجليزية)
- هيرنان بيليرانو على موقع Soccerway.com (الإنجليزية)
- هيرنان بيليرانو على موقع كووورة
- هيرنان بيليرانو على موقع AS.com (الإسبانية)